# Сесілія Бердер
Сесілія Бердер (фр. Cécilia Berder; нар. 13 грудня 1989, Морле, Франція) — французька фехтувальниця на шаблях, срібна призерка Олімпійських ігор 2020 року, чемпіонка світу, призерка чемпіонатів світу та Європи.

## Виступи на Олімпіадах
| Олімпіада           | Дисципліна          | Місце |
| ------------------- | ------------------- | ----- |
| Ріо-де-Жанейро 2016 | індивідуальна шабля | 5     |
| Ріо-де-Жанейро 2016 | командна шабля      | 8     |
| Токіо 2020          | індивідуальна шабля | 20    |
| Токіо 2020          | командна шабля      | 2     |
| Париж 2024          | індивідуальна шабля | 11    |
| Париж 2024          | командна шабля      | 4     |